# Corynoptera parcitata
Corynoptera parcitata är en tvåvingeart som beskrevs av Werner Mohrig och Nina Krivosheina 1986. Corynoptera parcitata ingår i släktet Corynoptera och familjen sorgmyggor.
Artens utbredningsområde är Kazakstan. Inga underarter finns listade i Catalogue of Life.